# Премьер-лига 2007 (дартс)
Премьер-лига 2007 — крупный турнир по дартсу, организованный Профессиональной корпорацией дартса (англ. Professional Darts Corporation, PDC). Призовой фонд турнира возрос почти на £100000 в сравнении с 2006 годом. Общий призовой фонд составил £265000, а победитель получил £75000. Включение восьмого игрока означало, что число игровых недель возросло с 10 до 14.
Фил Тейлор продолжил своё доминирование в этом турнире, завоевав третий титул подряд. В действительности, на протяжении всего турнира он не потерпел ни одного поражения и продлил свою общую серию без поражений в Премьер-лиге до 44 матчей.

## Участники
PDC присудила места в лиге шести лучшим игрокам в своём мировом рейтинге после Мирового Гран-при в октябре 2006 года.
Победа Терри Дженкинса в полуфинале над Питером Мэнли в Дублине обеспечила последнее автоматическое место в Премьер-лиге в пользу Уэйна Мардла.
Оставшиеся два места были определены при помощи «уайлд-кард» — первая была вручена после Мирового Гран-при Раймонду ван Барневельду, а вторая была вручена домашним телевещателем Sky Sports Адриану Льюису.
Шестью лучшими игроками в рейтинге после окончания Мирового Гран-при, получившими автоматическую квалификацию, стали:
| Место | Игрок                  | Очков |
| ----- | ---------------------- | ----- |
| 1     | Колин Ллойд            | 549   |
| 2     | Фил Тейлор             | 545   |
| 3     | Дэннис Пристли         | 446   |
| 4     | Питер Мэнли            | 441   |
| 5     | Роланд Схолтен         | 433   |
| 6     | Терри Дженкинс         | 430   |
| WC    | Раймонд ван Барневельд |       |
| WC    | Адриан Льюис           |       |

Следующие игроки из Топ-10 не получили автоматическую квалификацию.
| Место | Игрок         | Очков                      |
| ----- | ------------- | -------------------------- |
| 7     | Уэйн Мардл    | 427                        |
| 8     | Ронни Бакстер | 424                        |
| 9     | Адриан Льюис  | 421 (получил «уайлд-кард») |
| 10    | Энди Дженкинс | 420                        |

## Призовой фонд
- Победитель — £75,000 (Фил Тейлор)
- Финалист — £40,000 (Терри Дженкинс)
- Полуфиналисты — £30,000 каждый (Раймонд ван Барневельд и Дэннис Пристли)
- 5-е место — £22,500 (Колин Ллойд)
- 6-е место — £20,000 (Питер Мэнли)
- 7-е место — £17,500 (Адриан Льюис)
- 8-е место — £15,000 (Роланд Схолтен)
- Максимальный чекаут — £1,000 каждую игровую неделю включая плей-офф (Тейлор, Дженкинс и Льюис £3,000 каждый; Мэнли, Схолтен и ван Барневельд £2,000 каждый)

## Результаты

### Первый этап
| Игрок                                   | Легов | Игрок                  |
| --------------------------------------- | ----- | ---------------------- |
| Раймонд ван Барневельд (97.65)          | 8–5   | Адриан Льюис (97.02)   |
| Дэннис Пристли (92.46)                  | 8–5   | Терри Дженкинс (94.67) |
| Питер Мэнли (84.68)                     | 8–6   | Колин Ллойд (86.84)    |
| Фил Тейлор (94.48)                      | 7–7   | Роланд Схолтен (95.51) |
| Максимальный чекаут: Терри Дженкинс 157 |       |                        |

| Игрок                                 | Легов | Игрок                          |
| ------------------------------------- | ----- | ------------------------------ |
| Колин Ллойд (94.55)                   | 6–8   | Раймонд ван Барневельд (95.66) |
| Роланд Схолтен (96.43)                | 6–8   | Терри Дженкинс (94.32)         |
| Фил Тейлор (96.96)                    | 7–7   | Дэннис Пристли (92.30)         |
| Питер Мэнли (80.73)                   | 4–8   | Адриан Льюис (88.36)           |
| Максимальный чекаут: Адриан Льюис 164 |       |                                |

| Игрок                                | Легов | Игрок                  |
| ------------------------------------ | ----- | ---------------------- |
| Терри Дженкинс (92.88)               | 6–8   | Фил Тейлор (92.35)     |
| Раймонд ван Барневельд (95.15)       | 7–7   | Питер Мэнли (90.44)    |
| Адриан Льюис (97.60)                 | 8–5   | Колин Ллойд (86.84)    |
| Дэннис Пристли (94.31)               | 8–3   | Роланд Схолтен (91.04) |
| Максимальный чекаут: Питер Мэнли 138 |       |                        |

| Игрок                                           | Легов | Игрок                           |
| ----------------------------------------------- | ----- | ------------------------------- |
| Колин Ллойд (98.89)                             | 8–5   | Роланд Схолтен (89.84)          |
| Адриан Льюис (82.22)                            | 1–8   | Дэннис Пристли (88.28)          |
| Питер Мэнли (85.86)                             | 2–8   | Фил Тейлор (100.67)             |
| Терри Дженкинс (102.65)                         | 7–7   | Раймонд ван Барневельд (107.38) |
| Максимальный чекаут: Раймонд ван Барневельд 170 |       |                                 |

| Игрок                                 | Легов | Игрок                  |
| ------------------------------------- | ----- | ---------------------- |
| Адриан Льюис (94.19)                  | 6–8   | Роланд Схолтен (94.24) |
| Дэннис Пристли (91.33)                | 8–5   | Колин Ллойд (93.11)    |
| Терри Дженкинс (93.00)                | 8–5   | Питер Мэнли (88.88)    |
| Раймонд ван Барневельд (97.82)        | 6–8   | Фил Тейлор (102.24)    |
| Максимальный чекаут: Адриан Льюис 142 |       |                        |

| Игрок                                   | Легов | Игрок                           |
| --------------------------------------- | ----- | ------------------------------- |
| Дэннис Пристли (97.70)                  | 6–8   | Питер Мэнли (92.70)             |
| Фил Тейлор (105.58)                     | 8–2   | Адриан Льюис (94.72)            |
| Роланд Схолтен (94.94)                  | 1–8   | Раймонд ван Барневельд (104.12) |
| Колин Ллойд (101.70)                    | 6–8   | Терри Дженкинс (100.98)         |
| Максимальный чекаут: Терри Дженкинс 141 |       |                                 |

| Игрок                               | Легов | Игрок                  |
| ----------------------------------- | ----- | ---------------------- |
| Адриан Льюис (87.76)                | 1–8   | Терри Дженкинс (98.67) |
| Роланд Схолтен (97.17)              | 8–2   | Питер Мэнли (88.44)    |
| Раймонд ван Барневельд (86.28)      | 4–8   | Дэннис Пристли (81.33) |
| Фил Тейлор (101.26)                 | 8–1   | Колин Ллойд (93.07)    |
| Максимальный чекаут: Фил Тейлор 170 |       |                        |

| Игрок                                           | Легов | Игрок                          |
| ----------------------------------------------- | ----- | ------------------------------ |
| Терри Дженкинс (89.28)                          | 7–7   | Дэннис Пристли (92.79)         |
| Адриан Льюис (89.24)                            | 3–8   | Раймонд ван Барневельд (98.59) |
| Колин Ллойд (91.72)                             | 8–2   | Питер Мэнли (88.06)            |
| Роланд Схолтен (99.61)                          | 7–7   | Фил Тейлор (99.42)             |
| Максимальный чекаут: Раймонд ван Барневельд 156 |       |                                |

| Игрок                               | Легов | Игрок                  |
| ----------------------------------- | ----- | ---------------------- |
| Раймонд ван Барневельд (95.45)      | 6–8   | Колин Ллойд (92.73)    |
| Терри Дженкинс (95.46)              | 8–6   | Роланд Схолтен (95.97) |
| Дэннис Пристли (93.96)              | 2–8   | Фил Тейлор (102.17)    |
| Адриан Льюис (82.87)                | 4–8   | Питер Мэнли (84.41)    |
| Максимальный чекаут: Фил Тейлор 121 |       |                        |

| Игрок                                 | Легов | Игрок                          |
| ------------------------------------- | ----- | ------------------------------ |
| Питер Мэнли (86.31)                   | 7–7   | Раймонд ван Барневельд (86.65) |
| Колин Ллойд (93.61)                   | 5–8   | Адриан Льюис (100.08)          |
| Роланд Схолтен (95.97)                | 7–7   | Дэннис Пристли (99.50)         |
| Фил Тейлор (107.27)                   | 8–1   | Терри Дженкинс (91.44)         |
| Максимальный чекаут: Адриан Льюис 164 |       |                                |

| Игрок                                   | Легов | Игрок                  |
| --------------------------------------- | ----- | ---------------------- |
| Роланд Схолтен (99.28)                  | 4–8   | Колин Ллойд (103.18)   |
| Дэннис Пристли (95.61)                  | 6–8   | Адриан Льюис (101.67)  |
| Фил Тейлор (99.23)                      | 8–1   | Питер Мэнли (96.73)    |
| Раймонд ван Барневельд (92.53)          | 8–5   | Терри Дженкинс (93.00) |
| Максимальный чекаут: Роланд Схолтен 121 |       |                        |

| Игрок                               | Легов | Игрок                           |
| ----------------------------------- | ----- | ------------------------------- |
| Терри Дженкинс (89.96)              | 8–5   | Адриан Льюис (92.21)            |
| Питер Мэнли (91.93)                 | 4–8   | Роланд Схолтен (93.68)          |
| Дэннис Пристли (99.51)              | 4–8   | Раймонд ван Барневельд (104.32) |
| Колин Ллойд (95.12)                 | 3–8   | Фил Тейлор (104.42)             |
| Максимальный чекаут: Фил Тейлор 126 |       |                                 |

| Игрок                                   | Легов | Игрок                  |
| --------------------------------------- | ----- | ---------------------- |
| Питер Мэнли (94.09)                     | 8–3   | Дэннис Пристли (84.47) |
| Терри Дженкинс (87.32)                  | 0–8   | Колин Ллойд (96.97)    |
| Раймонд ван Барневельд (92.49)          | 8–5   | Роланд Схолтен (91.54) |
| Адриан Льюис (94.23)                    | 2–8   | Фил Тейлор (101.45)    |
| Максимальный чекаут: Роланд Схолтен 120 |       |                        |

| Игрок                                | Легов | Игрок                          |
| ------------------------------------ | ----- | ------------------------------ |
| Роланд Схолтен (94.79)               | 4–8   | Адриан Льюис (102.67)          |
| Колин Ллойд (89.72)                  | 8–6   | Дэннис Пристли (90.95)         |
| Питер Мэнли (84.42)                  | 7–7   | Терри Дженкинс (88.43)         |
| Фил Тейлор (104.73)                  | 8–5   | Раймонд ван Барневельд (98.18) |
| Максимальный чекаут: Питер Мэнли 120 |       |                                |

### Плей-офф
The Centre, Брайтон
| Игрок                                   | Легов | Игрок                  |
| --------------------------------------- | ----- | ---------------------- |
| 28 мая – Полуфиналы                     |       |                        |
| Фил Тейлор (98.79)                      | 11–6  | Дэннис Пристли (89.20) |
| Раймонд ван Барневельд (89.75)          | 10–11 | Терри Дженкинс (85.77) |
| 28 мая – Финал                          |       |                        |
| Фил Тейлор (99.20)                      | 16–8  | Терри Дженкинс (90.81) |
| Максимальный чекаут: Терри Дженкинс 161 |       |                        |

## Таблица и серии

### Таблица
| Поз. | Имя                    | И  | В  | Н | П | +/- | ВЛПП | О  |
| ---- | ---------------------- | -- | -- | - | - | --- | ---- | -- |
| 1    | Фил Тейлор             | 14 | 11 | 3 | 0 | +57 | 43   | 25 |
| 2    | Раймонд ван Барневельд | 14 | 7  | 3 | 4 | +16 | 32   | 17 |
| 3    | Терри Дженкинс         | 14 | 6  | 3 | 5 | −4  | 26   | 15 |
| 4    | Дэннис Пристли         | 14 | 5  | 3 | 6 | +1  | 34   | 13 |
| 5    | Колин Ллойд            | 14 | 6  | 0 | 8 | −2  | 33   | 12 |
| 6    | Питер Мэнли            | 14 | 4  | 3 | 7 | −23 | 26   | 11 |
| 7    | Адриан Льюис           | 14 | 5  | 0 | 9 | −27 | 24   | 10 |
| 8    | Роланд Схолтен         | 14 | 3  | 3 | 8 | −18 | 27   | 9  |

Примечание
ВЛПП = Выиграно легов против подхода. В случае равенства очков игроки распределяются по разнице выигранных и проигранных легов.

### Серии
| Игрок                  | Неделя | Неделя | Неделя | Неделя | Неделя | Неделя | Неделя | Неделя | Неделя | Неделя | Неделя | Неделя | Неделя | Неделя | Неделя | Неделя | Неделя | Неделя | Неделя | Неделя | Неделя | Неделя | Неделя | Неделя | Неделя | Неделя | Неделя | Неделя | Неделя | Неделя | Неделя | Неделя | Неделя | Неделя | Неделя | Неделя | Неделя | Неделя | Неделя | Неделя | Неделя | Неделя | Неделя | Неделя | Неделя | Неделя | Неделя | Неделя | Неделя | Неделя | Неделя | Неделя | Неделя | Неделя | Неделя | Неделя | Неделя | Неделя | Неделя | Неделя | Неделя | Неделя | Неделя | Неделя | Неделя | Неделя | Неделя | Неделя | Неделя | Неделя | Неделя | Неделя | Неделя | Неделя | Неделя | Неделя | Неделя | Неделя | Неделя | Неделя | Неделя | Неделя | Неделя | Неделя | Плей-офф | Плей-офф | Плей-офф | Плей-офф | Плей-офф | Плей-офф | Плей-офф | Плей-офф | Плей-офф | Плей-офф | Плей-офф | Плей-офф |
| Игрок                  | 1      | 1      | 1      | 1      | 1      | 1      | 2      | 2      | 2      | 2      | 2      | 2      | 3      | 3      | 3      | 3      | 3      | 3      | 4      | 4      | 4      | 4      | 4      | 4      | 5      | 5      | 5      | 5      | 5      | 5      | 6      | 6      | 6      | 6      | 6      | 6      | 7      | 7      | 7      | 7      | 7      | 7      | 8      | 8      | 8      | 8      | 8      | 8      | 9      | 9      | 9      | 9      | 9      | 9      | 10     | 10     | 10     | 10     | 10     | 10     | 11     | 11     | 11     | 11     | 11     | 11     | 12     | 12     | 12     | 12     | 12     | 12     | 13     | 13     | 13     | 13     | 13     | 13     | 14     | 14     | 14     | 14     | 14     | 14     | ПФ       | ПФ       | ПФ       | ПФ       | ПФ       | ПФ       | Ф        | Ф        | Ф        | Ф        | Ф        | Ф        |
| ---------------------- | ------ | ------ | ------ | ------ | ------ | ------ | ------ | ------ | ------ | ------ | ------ | ------ | ------ | ------ | ------ | ------ | ------ | ------ | ------ | ------ | ------ | ------ | ------ | ------ | ------ | ------ | ------ | ------ | ------ | ------ | ------ | ------ | ------ | ------ | ------ | ------ | ------ | ------ | ------ | ------ | ------ | ------ | ------ | ------ | ------ | ------ | ------ | ------ | ------ | ------ | ------ | ------ | ------ | ------ | ------ | ------ | ------ | ------ | ------ | ------ | ------ | ------ | ------ | ------ | ------ | ------ | ------ | ------ | ------ | ------ | ------ | ------ | ------ | ------ | ------ | ------ | ------ | ------ | ------ | ------ | ------ | ------ | ------ | ------ | -------- | -------- | -------- | -------- | -------- | -------- | -------- | -------- | -------- | -------- | -------- | -------- |
| Фил Тейлор             | Н      | Н      | Н      | Н      | Н      | Н      | Н      | Н      | Н      | Н      | Н      | Н      | В      | В      | В      | В      | В      | В      | В      | В      | В      | В      | В      | В      | В      | В      | В      | В      | В      | В      | В      | В      | В      | В      | В      | В      | В      | В      | В      | В      | В      | В      | Н      | Н      | Н      | Н      | Н      | Н      | В      | В      | В      | В      | В      | В      | В      | В      | В      | В      | В      | В      | В      | В      | В      | В      | В      | В      | В      | В      | В      | В      | В      | В      | В      | В      | В      | В      | В      | В      | В      | В      | В      | В      | В      | В      | В        | В        | В        | В        | В        | В        | В        | В        | В        | В        | В        | В        |
| Раймонд ван Барневельд | В      | В      | В      | В      | В      | В      | В      | В      | В      | В      | В      | В      | Н      | Н      | Н      | Н      | Н      | Н      | Н      | Н      | Н      | Н      | Н      | Н      | П      | П      | П      | П      | П      | П      | В      | В      | В      | В      | В      | В      | П      | П      | П      | П      | П      | П      | В      | В      | В      | В      | В      | В      | П      | П      | П      | П      | П      | П      | Н      | Н      | Н      | Н      | Н      | Н      | В      | В      | В      | В      | В      | В      | В      | В      | В      | В      | В      | В      | В      | В      | В      | В      | В      | В      | П      | П      | П      | П      | П      | П      | П        | П        | П        | П        | П        | П        |          |          |          |          |          |          |
| Терри Дженкинс         | П      | П      | П      | П      | П      | П      | В      | В      | В      | В      | В      | В      | П      | П      | П      | П      | П      | П      | Н      | Н      | Н      | Н      | Н      | Н      | В      | В      | В      | В      | В      | В      | В      | В      | В      | В      | В      | В      | В      | В      | В      | В      | В      | В      | Н      | Н      | Н      | Н      | Н      | Н      | В      | В      | В      | В      | В      | В      | П      | П      | П      | П      | П      | П      | П      | П      | П      | П      | П      | П      | В      | В      | В      | В      | В      | В      | П      | П      | П      | П      | П      | П      | Н      | Н      | Н      | Н      | Н      | Н      | В        | В        | В        | В        | В        | В        | П        | П        | П        | П        | П        | П        |
| Дэннис Пристли         | В      | В      | В      | В      | В      | В      | Н      | Н      | Н      | Н      | Н      | Н      | В      | В      | В      | В      | В      | В      | В      | В      | В      | В      | В      | В      | В      | В      | В      | В      | В      | В      | П      | П      | П      | П      | П      | П      | В      | В      | В      | В      | В      | В      | Н      | Н      | Н      | Н      | Н      | Н      | П      | П      | П      | П      | П      | П      | Н      | Н      | Н      | Н      | Н      | Н      | П      | П      | П      | П      | П      | П      | П      | П      | П      | П      | П      | П      | П      | П      | П      | П      | П      | П      | П      | П      | П      | П      | П      | П      | П        | П        | П        | П        | П        | П        |          |          |          |          |          |          |
| Колин Ллойд            | П      | П      | П      | П      | П      | П      | П      | П      | П      | П      | П      | П      | П      | П      | П      | П      | П      | П      | В      | В      | В      | В      | В      | В      | П      | П      | П      | П      | П      | П      | П      | П      | П      | П      | П      | П      | П      | П      | П      | П      | П      | П      | В      | В      | В      | В      | В      | В      | В      | В      | В      | В      | В      | В      | П      | П      | П      | П      | П      | П      | В      | В      | В      | В      | В      | В      | П      | П      | П      | П      | П      | П      | В      | В      | В      | В      | В      | В      | В      | В      | В      | В      | В      | В      |          |          |          |          |          |          |          |          |          |          |          |          |
| Питер Мэнли            | В      | В      | В      | В      | В      | В      | П      | П      | П      | П      | П      | П      | Н      | Н      | Н      | Н      | Н      | Н      | П      | П      | П      | П      | П      | П      | П      | П      | П      | П      | П      | П      | В      | В      | В      | В      | В      | В      | П      | П      | П      | П      | П      | П      | П      | П      | П      | П      | П      | П      | В      | В      | В      | В      | В      | В      | Н      | Н      | Н      | Н      | Н      | Н      | П      | П      | П      | П      | П      | П      | П      | П      | П      | П      | П      | П      | В      | В      | В      | В      | В      | В      | Н      | Н      | Н      | Н      | Н      | Н      |          |          |          |          |          |          |          |          |          |          |          |          |
| Адриан Льюис           | П      | П      | П      | П      | П      | П      | В      | В      | В      | В      | В      | В      | В      | В      | В      | В      | В      | В      | П      | П      | П      | П      | П      | П      | П      | П      | П      | П      | П      | П      | П      | П      | П      | П      | П      | П      | П      | П      | П      | П      | П      | П      | П      | П      | П      | П      | П      | П      | П      | П      | П      | П      | П      | П      | В      | В      | В      | В      | В      | В      | В      | В      | В      | В      | В      | В      | П      | П      | П      | П      | П      | П      | П      | П      | П      | П      | П      | П      | В      | В      | В      | В      | В      | В      |          |          |          |          |          |          |          |          |          |          |          |          |
| Роланд Схолтен         | Н      | Н      | Н      | Н      | Н      | Н      | П      | П      | П      | П      | П      | П      | П      | П      | П      | П      | П      | П      | П      | П      | П      | П      | П      | П      | В      | В      | В      | В      | В      | В      | П      | П      | П      | П      | П      | П      | В      | В      | В      | В      | В      | В      | Н      | Н      | Н      | Н      | Н      | Н      | П      | П      | П      | П      | П      | П      | Н      | Н      | Н      | Н      | Н      | Н      | П      | П      | П      | П      | П      | П      | В      | В      | В      | В      | В      | В      | П      | П      | П      | П      | П      | П      | П      | П      | П      | П      | П      | П      |          |          |          |          |          |          |          |          |          |          |          |          |

Примечания
В = Выигрыш
Н = Ничья
П = Поражение

## Статистика игроков
Следующая статистика относится только к первому этапу.

### Фил Тейлор
- Самая длинная серия без поражений: 14
- Наибольшее число побед подряд: 6
- Наибольшее число ничьих подряд: 2
- Наибольшее число поражений подряд: 0
- Самая длинная серия без побед: 2
- Самая крупная победа: 8-1 (Колин Ллойд, Терри Дженкинс и Питер Мэнли)
- Самое крупное поражение: Нет поражений

### Раймонд ван Барневельд
- Самая длинная серия без поражений: 4
- Наибольшее число побед подряд: 3
- Наибольшее число ничьих подряд: 2
- Наибольшее число поражений подряд: 1
- Самая длинная серия без побед: 3
- Самая крупная победа: 8-1 (Роланд Схолтен)
- Самое крупное поражение: 4-8 (Дэннис Пристли)

### Терри Дженкинс
- Самая длинная серия без поражений: 6
- Наибольшее число побед подряд: 3
- Наибольшее число ничьих подряд: 1
- Наибольшее число поражений подряд: 2
- Самая длинная серия без побед: 2
- Самая крупная победа: 8-1 (Адриан Льюис)
- Самое крупное поражение: 0-8 (Колин Ллойд)

### Дэннис Пристли
- Самая длинная серия без поражений: 5
- Наибольшее число побед подряд: 3
- Наибольшее число ничьих подряд: 1
- Наибольшее число поражений подряд: 4
- Самая длинная серия без побед: 7
- Самая крупная победа: 8-1 (Адриан Льюис)
- Самое крупное поражение: 2-8 (Фил Тейлор)

### Колин Ллойд
- Самая длинная серия без поражений: 2
- Наибольшее число побед подряд: 2
- Наибольшее число ничьих подряд: 0
- Наибольшее число поражений подряд: 3
- Самая длинная серия без побед: 3
- Самая крупная победа: 8-0 (Терри Дженкинс)
- Самое крупное поражение: 1-8 (Фил Тейлор)

### Питер Мэнли
- Самая длинная серия без поражений: 2
- Наибольшее число побед подряд: 1
- Наибольшее число ничьих подряд: 1
- Наибольшее число поражений подряд: 2
- Самая длинная серия без побед: 4
- Самая крупная победа: 8-3 (Дэннис Пристли)
- Самое крупное поражение: 1-8 (Фил Тейлор)

### Адриан Льюис
- Самая длинная серия без поражений: 2
- Наибольшее число побед подряд: 2
- Наибольшее число ничьих подряд: 0
- Наибольшее число поражений подряд: 6
- Самая длинная серия без побед: 6
- Самая крупная победа: 8-4 (Питер Мэнли и Роланд Схолтен)
- Самое крупное поражение: 1-8 (Дэннис Пристли и Терри Дженкинс)

### Роланд Схолтен
- Самая длинная серия без поражений: 2
- Наибольшее число побед подряд: 1
- Наибольшее число ничьих подряд: 1
- Наибольшее число поражений подряд: 3
- Самая длинная серия без побед: 4
- Самая крупная победа: 8-2 (Питер Мэнли)
- Самое крупное поражение: 1-8 (Раймонд ван Барневельд)